# Micropterus treculii
Micropterus treculii és una espècie de peix pertanyent a la família dels centràrquids.

## Descripció
- Pot arribar a fer 46,4 cm de llargària màxima[3] i 1.670 g de pes.[4] És de color verd, la seua mandíbula no s'estén més enllà dels ulls (com és el cas de la perca americana -Micropterus salmoides-) i no té franges verticals com Micropterus dolomieu.[5][6]

## Reproducció
Té lloc al març i continua fins al maig i el juny. El mascle basteix un niu de grava (preferentment en aigües poc fondes) i atrau una femella per aparellar-s'hi, la qual dipositarà entre 400 i 9.000 ous. És llavors quan el mascle foragita la femella i esdevé l'únic responsable de protegir els ous.

## Hàbitat
És un peix d'aigua dolça, demersal i de clima temperat (33°N-31°N).

## Distribució geogràfica
Es troba a les conques dels rius Brazos, Colorado, Guadalupe, San Antonio i Nueces (Texas, els Estats Units).

## Observacions
És inofensiu per als humans i apreciat pels afeccionats a la pesca esportiva.